# روزهای بنگلور
روزهای بنگلور (به هندی: Bangalore Days) فیلمی است محصول سال ۲۰۱۴ و به کارگردانی آنجالی منون است. در این فیلم بازیگرانی همچون فهد فاضل، نظریه ناظم، دولکوئر سلمان، پارواتی، نیوین پائولی، ایشا تالوار، نیتیا منن و کالپانا ایفای نقش کرده‌اند.